# Chironomus fujitertius
Chironomus fujitertius är en tvåvingeart som beskrevs av Sasa 1985. Chironomus fujitertius ingår i släktet Chironomus och familjen fjädermyggor. Inga underarter finns listade i Catalogue of Life.